# Alberto Demicheli
Pedro Alberto Demicheli Lizaso (Rocha, 7 de agosto de 1896 - Montevideo, 12 de octubre de 1980) fue un piloto militar, abogado, historiador y periodista uruguayo. Ejerció como presidente de Uruguay desde el 12 de junio hasta su destitución el 1 de septiembre de 1976, siendo el segundo presidente de la dictadura cívico-militar.

## Biografía
Nacido en Rocha, era hijo de Pedro Gerónimo Demicheli Mussio (1873-1938) y Balbina Lizaso Ballarena (1873-1949). Tras su egreso de la Escuela Militar del Ejército Nacional, y ostentando el grado de Alférez, Demicheli formó parte del primer curso de pilotaje de la Escuela Militar de Aviación entre los años 1917 y 1918. Al finalizar satisfactoriamente dicho curso el 19 de junio de 1918, recibió el brevet de Piloto Aviador Militar N.° 7, siendo con ello uno de los precursores de la aeronáutica uruguaya. Tiempo después se retiraría del Ejército, ostentando el grado de Capitán.
También se trasladó hacia Montevideo para estudiar abogacía. Allí conoció a su futura esposa, Sofía Álvarez Vignoli, quien también estudiaba abogacía. Tras completar la carrera, se casaron y tuvieron dos hijos: Julio Alberto (1938-1975) y María Adelina (Mayella) Demicheli Álvarez (1930).
Sus libros de derecho fueron durante muchos años textos de estudio y consulta en la Facultad de Derecho de la Universidad de la República.
Tuvo, además, una destacada actuación como dirigente futbolístico. Entre 1933 y 1934 presidió el Club Atlético Peñarol.

### Inicios de su carrera política
Se afilió al Partido Colorado y fue elegido como diputado y senador. Más tarde sería ministro del Interior de Gabriel Terra. Cuando el 31 de marzo de 1933 el presidente Gabriel Terra disolvió el Parlamento y el Consejo Nacional de Administración, creó una Junta Gobierno de nueve miembros para asesoramiento del Poder Ejecutivo. Demicheli fue uno de los integrantes de dicha Junta, junto a Pablo Galarza, Francisco Ghigliani, Andrés Felipe Puyol, Pedro Manini Ríos, José Espalter, Roberto Berro, Alfredo Navarro y Aniceto Patrón.
En las elecciones generales de 1958 fue primero en la lista por el senado de la Unión Demócrata Reformista, un sector que se conformó con correligionarios y que se separó del Partido Colorado para esas elecciones. No fue electo.

### Actuación en la dictadura cívico-militar
El 27 de junio de 1973, con el apoyo de las Fuerzas Armadas, el presidente Juan María Bordaberry dio un golpe de Estado, disolviendo el Parlamento y reemplazándolo por un Consejo de Estado. La presidencia del Consejo de Estado fue ocupada inicialmente por Martín Echegoyen pero, tras su muerte en 1974, pasó a ser ocupada por Demicheli. 
En junio de 1976 las desavenencias entre Bordaberry y los militares generaron la crisis política que culminó con la remoción del presidente y la designación, el 12 de junio, de Alberto Demicheli para ocupar la primera magistratura. Su primera medida fue el dictado de dos decretos constitucionales, los Actos Institucionales 1 y 2. Por el Acto Institucional Nº 1 se suspendió la convocatoria a elecciones generales prevista en el artículo 77, inciso 9, de la Constitución. Por el Acto Institucional Nº 2, se creó el Consejo de la Nación, tampoco previsto por la Constitución, dándole poderes para designar al Presidente de la República, al Presidente y Miembros del Consejo de Estado, Miembros de la Suprema Corte de Justicia, del Tribunal de lo Contencioso-Administrativo y de la Corte Electoral.
En lo referente a la política económica, Demicheli ratificó el Plan Nacional de Desarrollo elaborado en 1972 durante el gobierno de Bordaberry. La política económica aplicada procuraba una reformulación radical de las bases del funcionamiento económico del país, una nueva alianza entre los militares y la tecnoburocracia, encaminadas a la transformación de las estructuras productivas del comercio exterior, de la distribución del ingreso, de la demanda y de los precios relativos, en un marco de amplia liberalización y apertura de la economía.
Demichelli se negó, en cambio, a habilitar con su firma pesadas proscripciones sobre el elenco político, por lo que fue destituido por los militares y reemplazado el 1 de septiembre de 1976 por Aparicio Méndez, quien inmediatamente dictó varios Actos Institucionales, entre ellos, el Acto Institucional Nº 4 que excluyó de la vida pública a los principales actores políticos. Con 80 años al final de su breve mandato, fue el presidente de mayor edad en la historia de Uruguay.

## Ministros
| Ministerio                   | Nombre                     | Período |
| ---------------------------- | -------------------------- | ------- |
| Interior                     | Hugo Linares Brum          | 1976    |
| Relaciones Exteriores        | Juan Carlos Blanco Estradé | 1976    |
| Economía y Finanzas          | Alejandro Végh Villegas    | 1976    |
| Defensa Nacional             | Walter Ravenna             | 1976    |
| Educación y Cultura          | Daniel Darracq             | 1976    |
| Industria y Energía          | Adolfo Cardoso Guani       | 1976    |
| Salud Pública                | Mario Arcos Pérez          | 1976    |
| Agricultura y Pesca          | Julio Eduardo Aznárez      | 1976    |
| Trabajo y Seguridad Social   | José Etcheverry Stirling   | 1976    |
| Transporte y Obras Públicas  | Eduardo Crispo Ayala       | 1976    |
| Vivienda y Promoción Social  | Ernesto Llovet             | 1976    |
| OPP                          | Juan José Anichini         | 1976    |
| Secretaría de Presidencia    | Álvaro Pacheco Seré        | 1976    |
| Prosecretaría de Presidencia | Aurelio Terra              | 1976    |